# غاري بيترز (لاعب كرة قاعدة)
غاري بيترز (بالإنجليزية: Gary Peters) هو لاعب كرة قاعدة أمريكي، ولد في 21 أبريل 1937 في غروف سيتي ‏ في الولايات المتحدة.

## وصلات خارجية
- غاري بيترز على موقعبيزبول رفرنس.كوم (الدوري الرئيسي) (الإنجليزية)
- غاري بيترز على موقعبيزبول رفرنس.كوم (الدوري الثانوي) (الإنجليزية)
- غاري بيترز على موقع جمعية أبحاث البيسبول الأمريكية (الإنجليزية)